# Zechenfest
Das Zechenfest ist ein Volksfest, das alljährlich am letzten Wochenende im September auf der Zeche Zollverein in Essen stattfindet.
Veranstalter des Festes sind die Werbegemeinschaften aus den Essener Stadtteilen Katernberg, Schonnebeck und Stoppenberg sowie der Stiftung Zollverein.

## Geschichte
Das Zechenfest wurde erstmals im Jahr 1989 ausgetragen. Sein Ursprung liegt in der Idee, die Zeche ein wenig ansehnlicher zu machen. Doch auch auf öffentlichen Druck hin wurde das Fest ein Jahr später wiederholt und ein großer Erfolg. Es sind ansteigende Besucherzahlen zu verzeichnen. Live-Bands sorgen für die Unterhaltung.